# آرمینا خان
آرمینا خان (انگلیسی: Armeena Khan؛ زادهٔ ۳۰ مارس ۱۹۸۷) یک هنرپیشه و مدل پاکستانی-کانادایی است. وی از سال ۲۰۱۳ میلادی تاکنون مشغول فعالیت بوده‌است.
وی یکی از مشهورترین بازیگران سینمای پاکستان است و برندهٔ جوایزی همچون جایزه لوکس استایل و جایزه نگار شده‌است.
وی دانش‌آموختهٔ رشتهٔ مدیریت ارشد کسب‌وکار (MBA) در دانشگاه منچستر است و از تبار پشتون‌ها و پنجابی‌هاست.